# Tunebia hatagumoana
Tunebia hatagumoana is een krabbensoort uit de familie van de Xanthidae. De wetenschappelijke naam van de soort is voor het eerst geldig gepubliceerd in 1961 door Sakai als Lybia hatagumoana.